# Catania
Catania este al doilea oraș ca mărime din Sicilia, Italia, fiind situat pe coasta de est. Este capitala provinciei cu același nume. Catania are în jur de 297.647 locuitori.
Catania este situată la sud de Etna, un vulcan activ.
Fondat în secolul VIII î.Hr., orașul a fost distrus în mare parte în cutremurele din 1169 și 1693. Prima universitate siciliană a fost fondată în Catania în 1434.

## Demografia
Catania - evoluția demografică

|  | Graficele sunt indisponibile din cauza unor probleme tehnice. Mai multe informații se găsesc la Phabricator și la wiki-ul MediaWiki. |

Date: Recensăminte sau birourile de statistică - grafică realizată de Wikipedia

## Personalități născute aici
- Goliarda Sapienza (1924 - 1996), actriță, scriitoare;
- Nuccio Costa (1925 - 1991), prezentator de televiziune.
- Stefania Spampinato

## Galerie de imagini

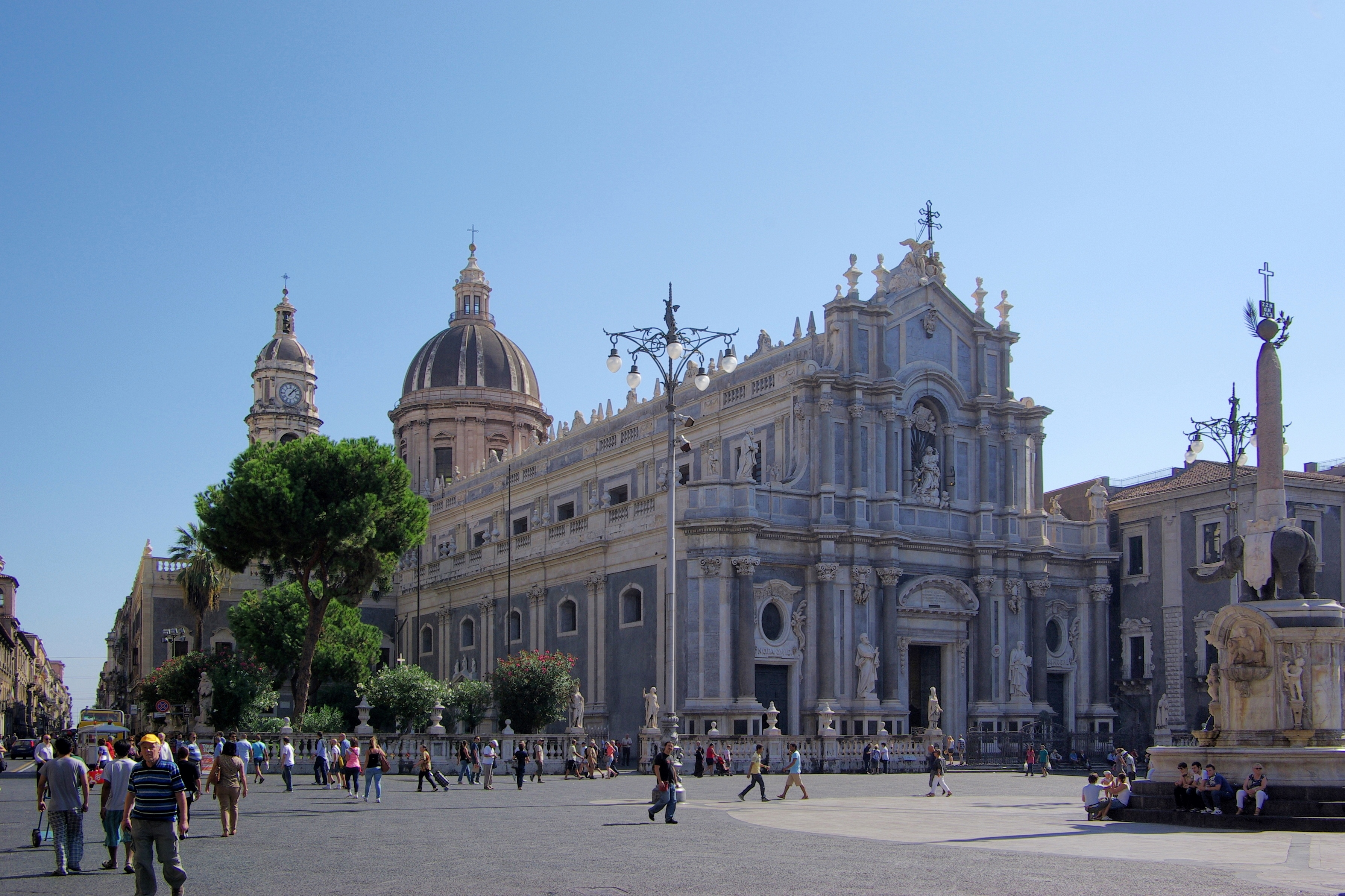
Duomo di Sant'Agata
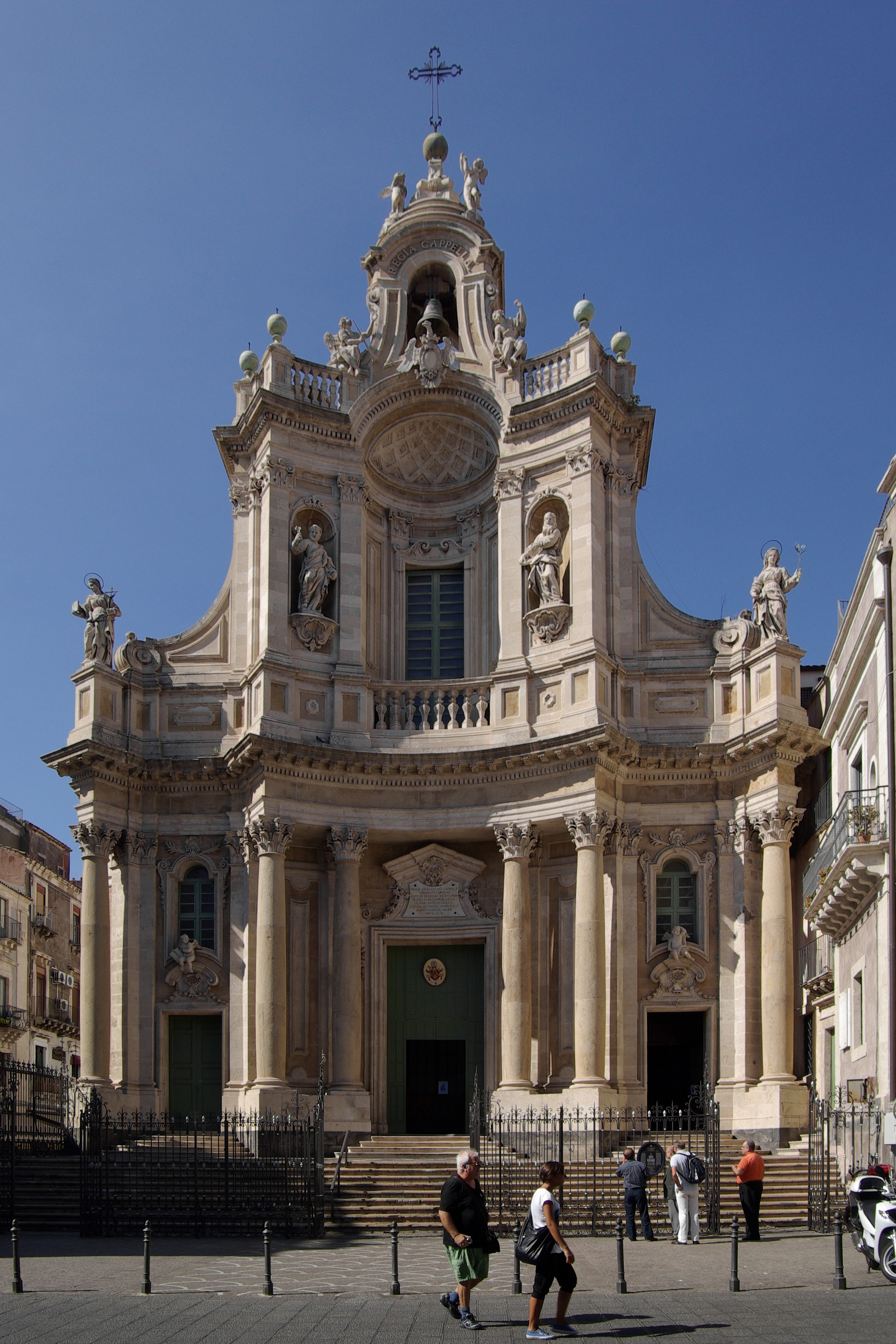
Collegiata di Santa Maria dell'Elemosina
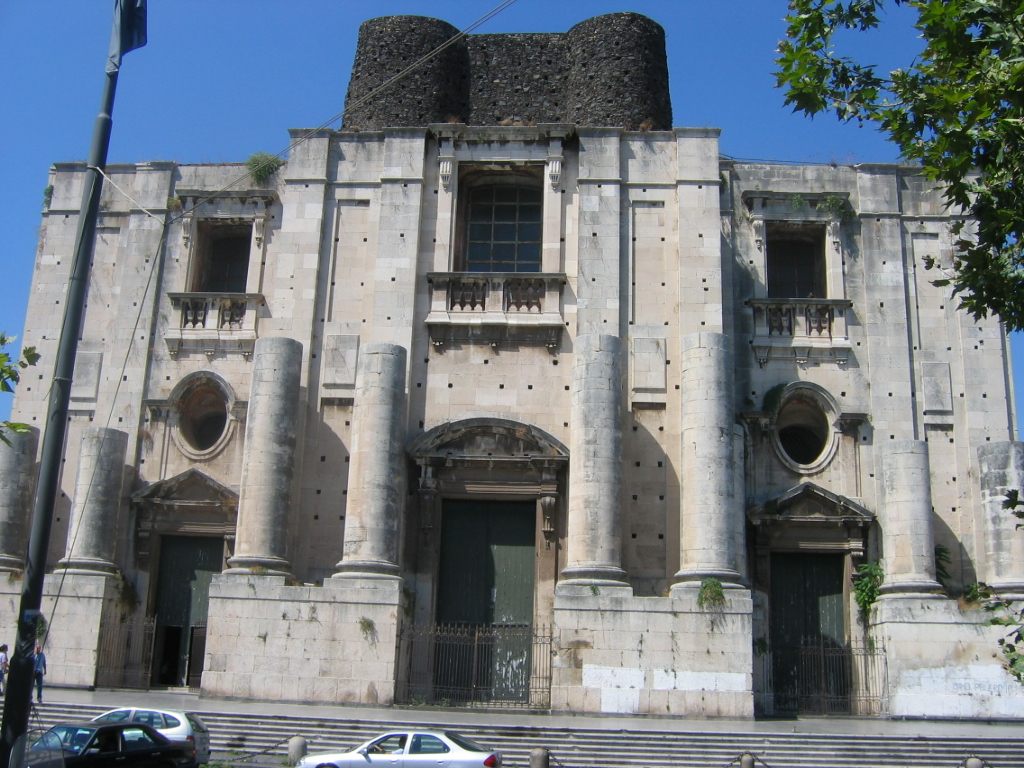
Basilica di San Nicola l'Arena
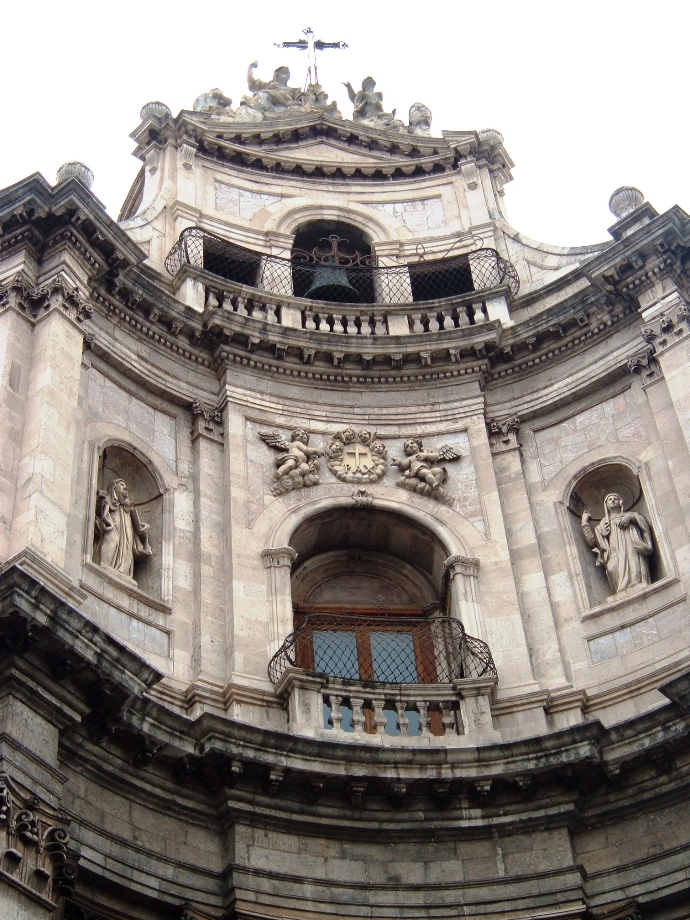
San Placido
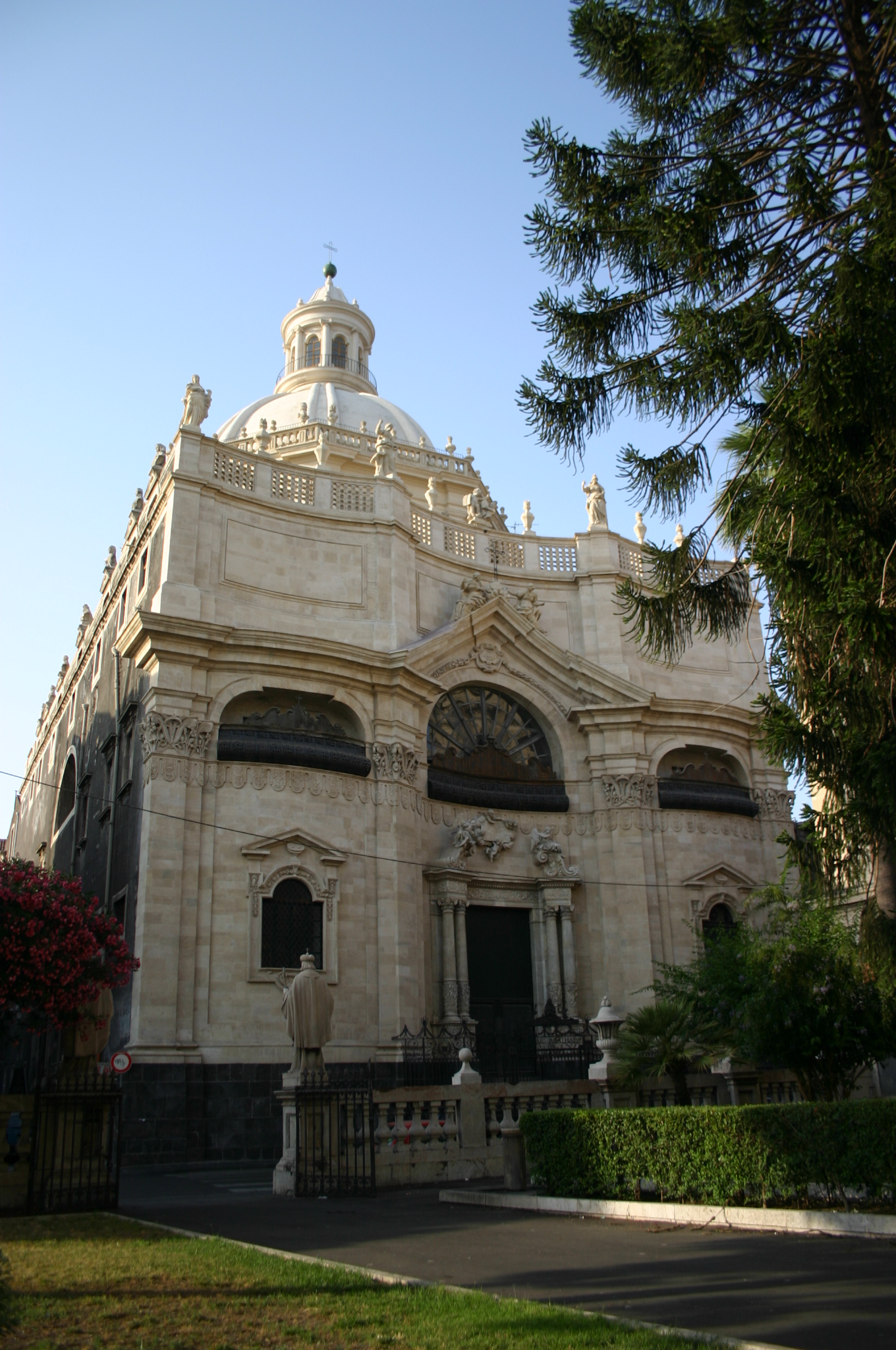
Badìa di Sant'Agata
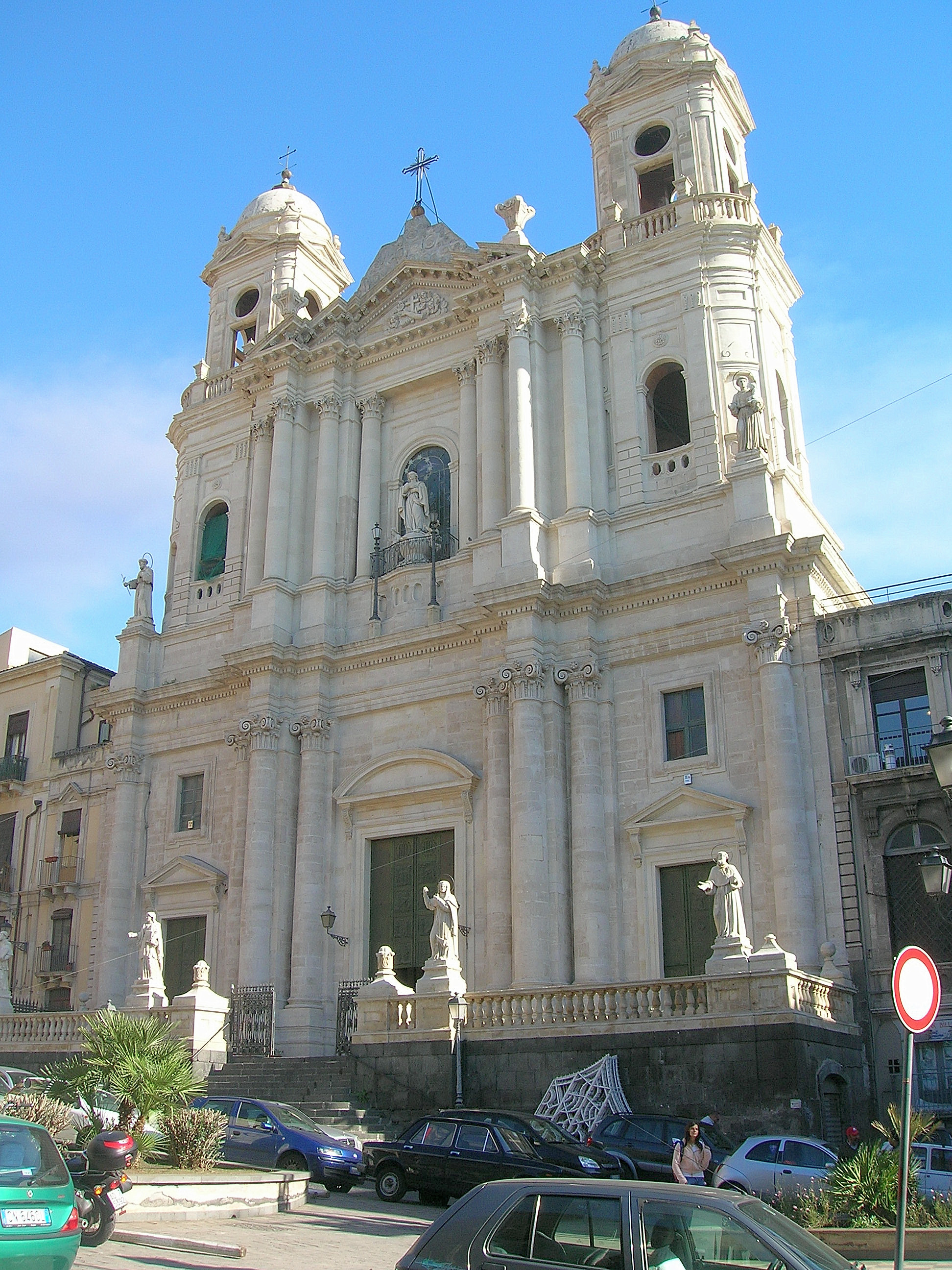
San Francesco d'Assisi all'Immacolata
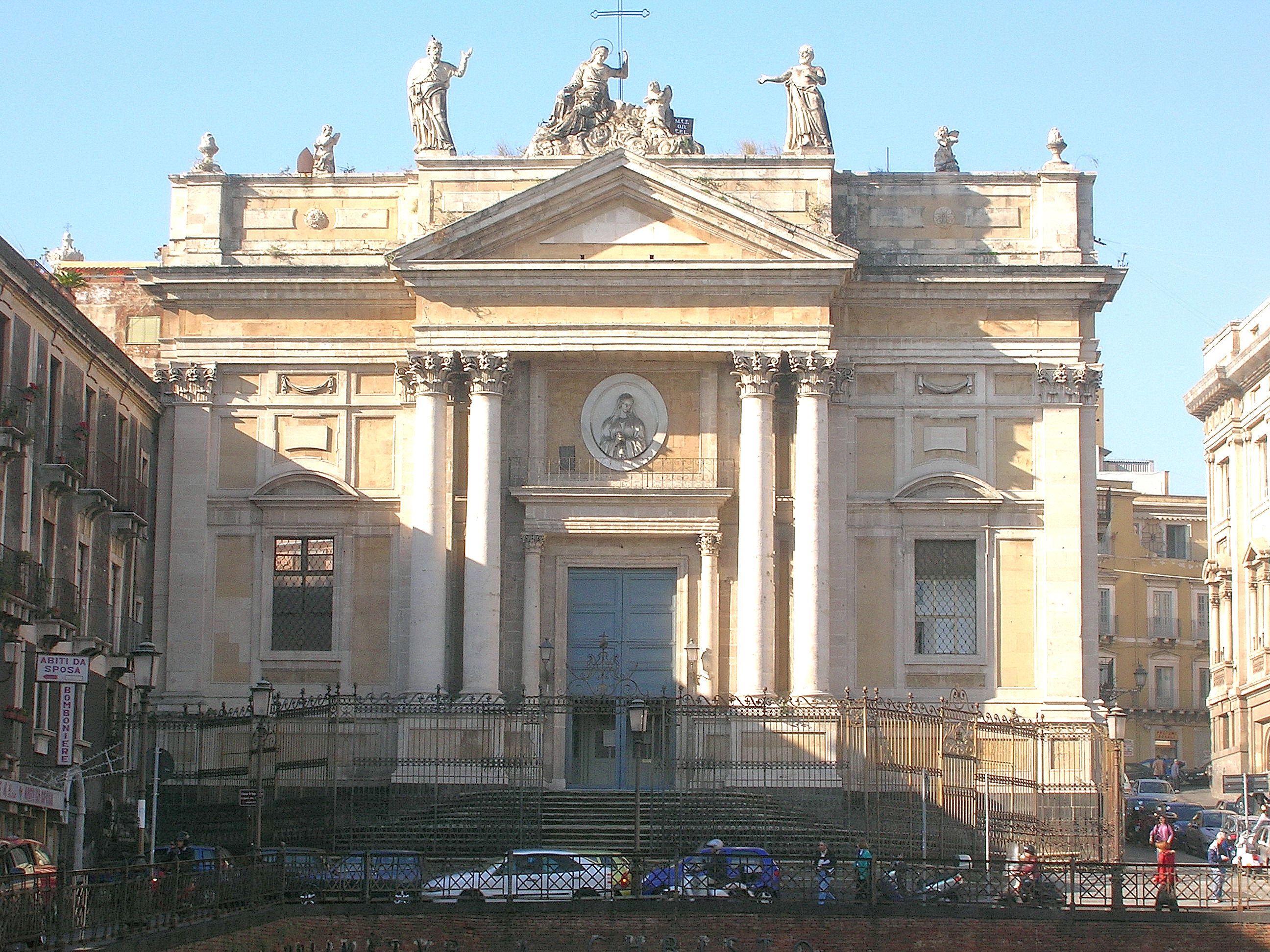
Sant'Agata alla Fornace - San Biagio
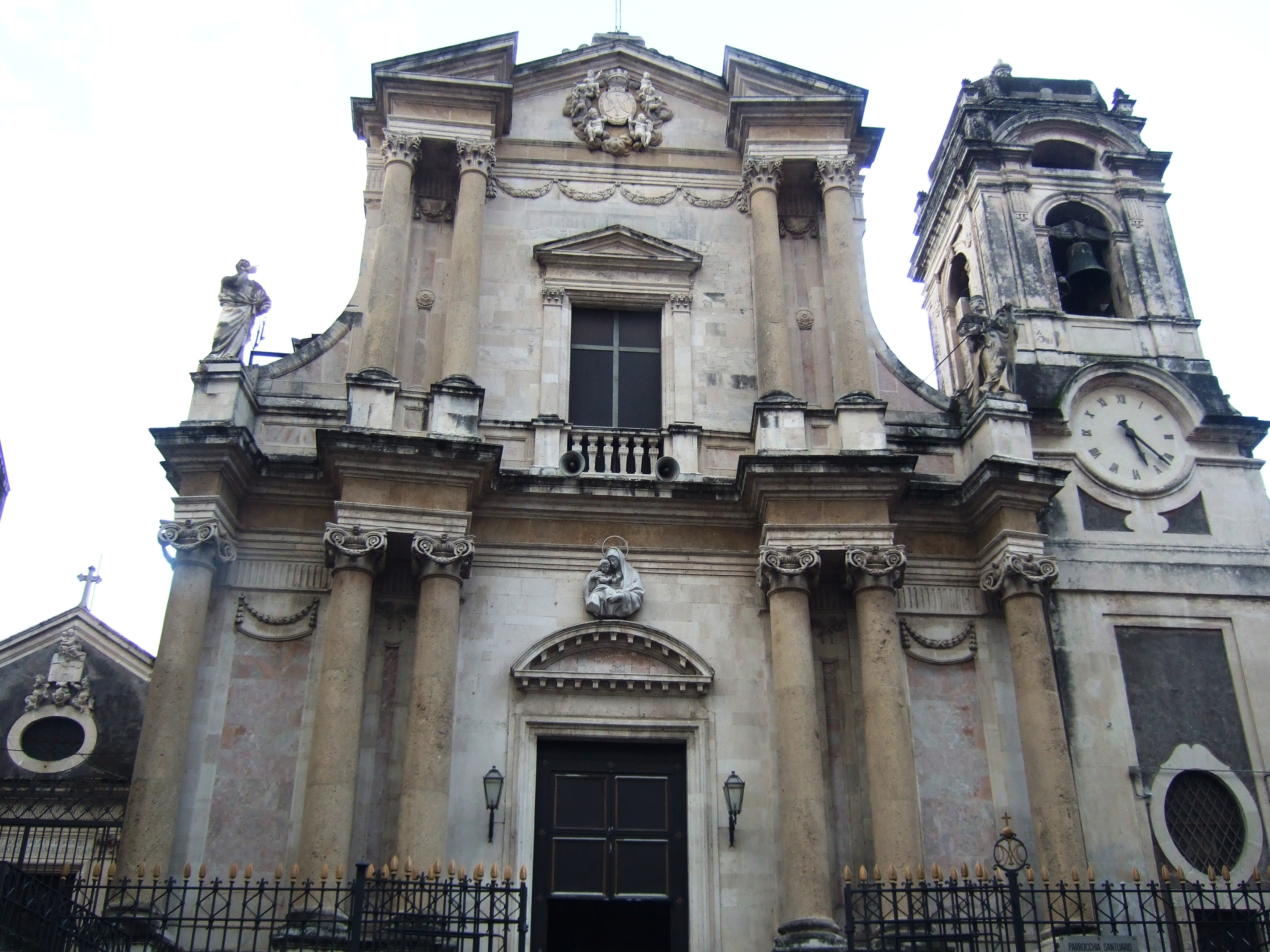
Santa Maria dell'Aiuto
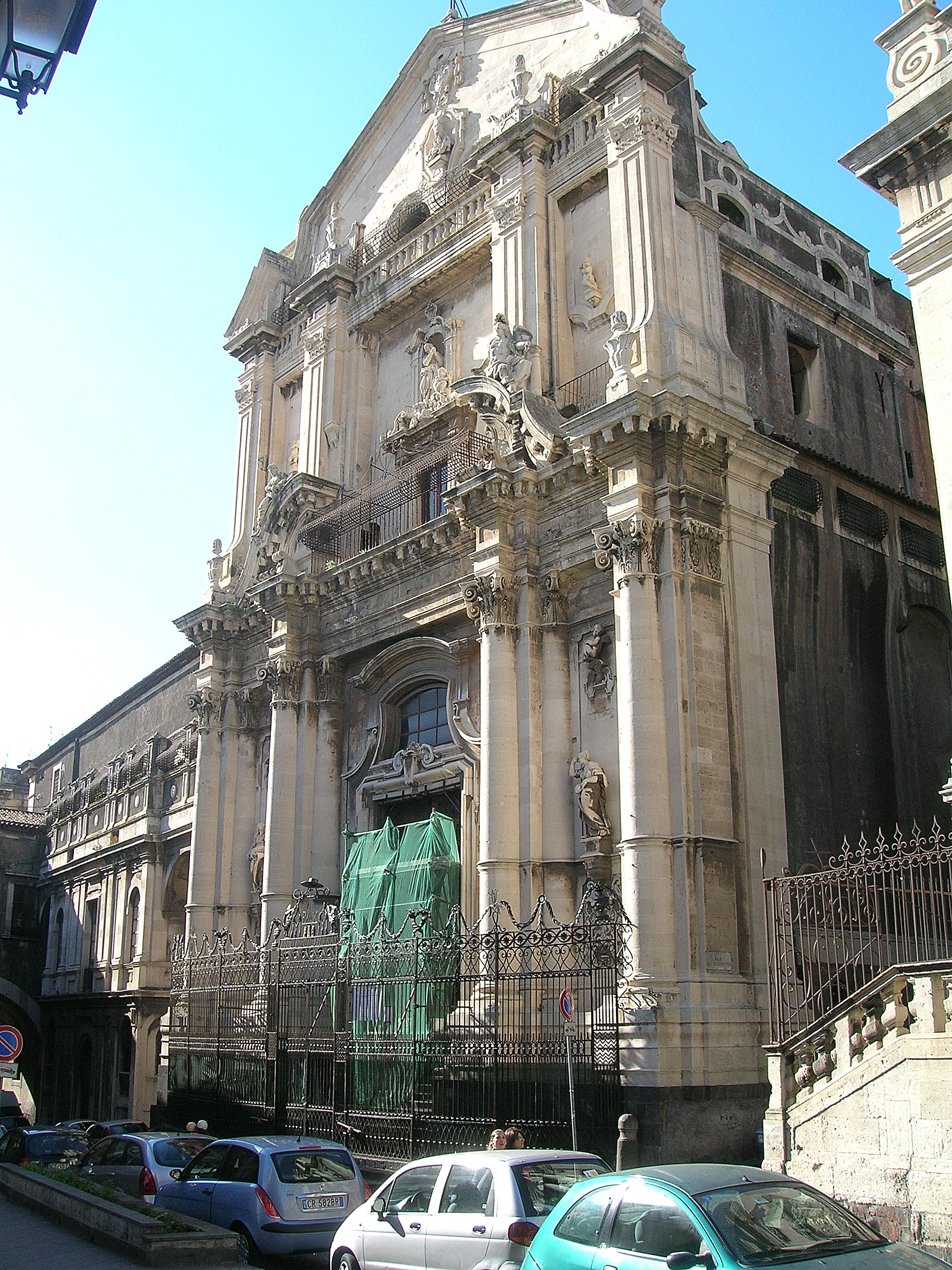
San Benedetto da Norcia
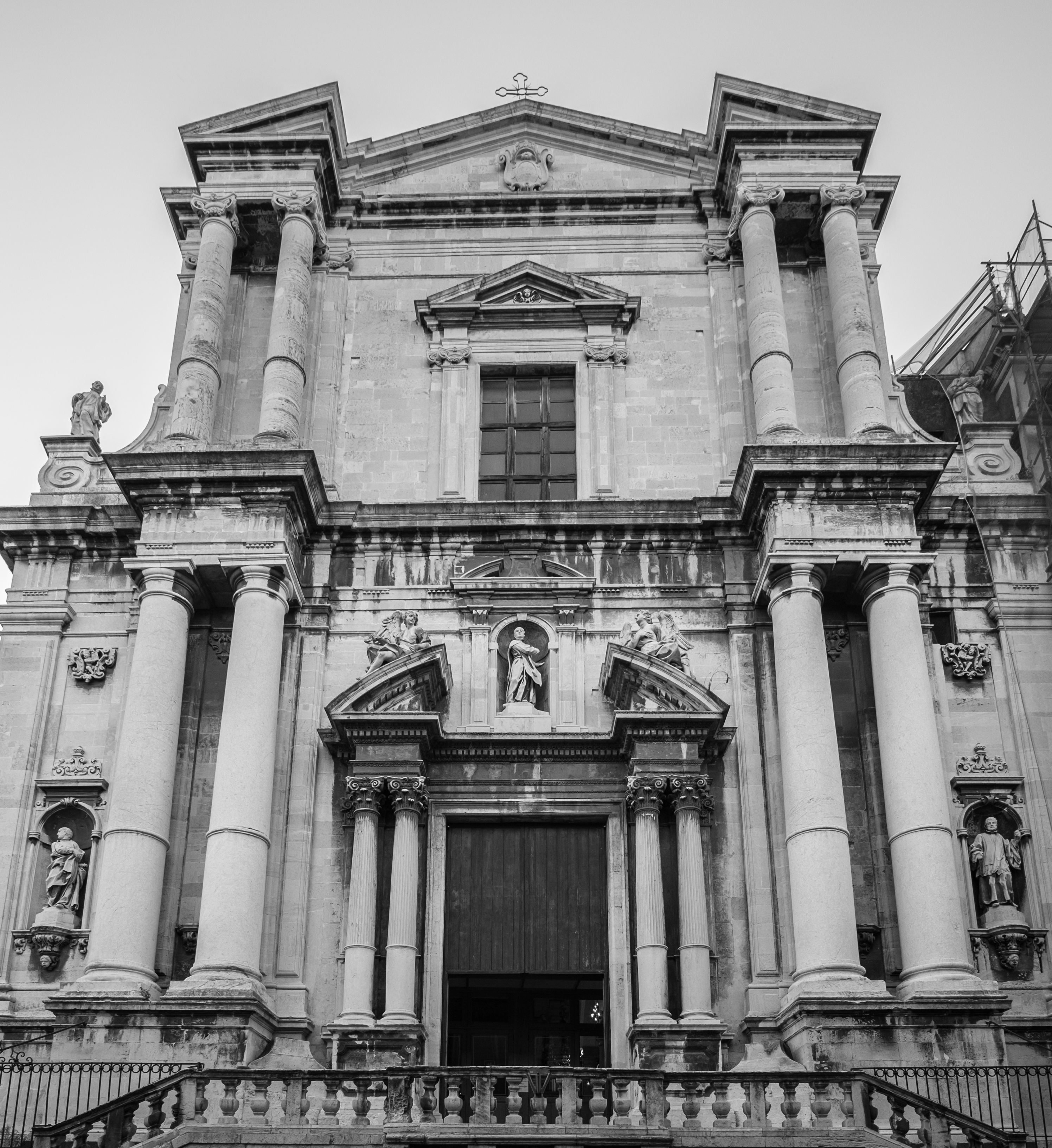
San Francesco Borgia
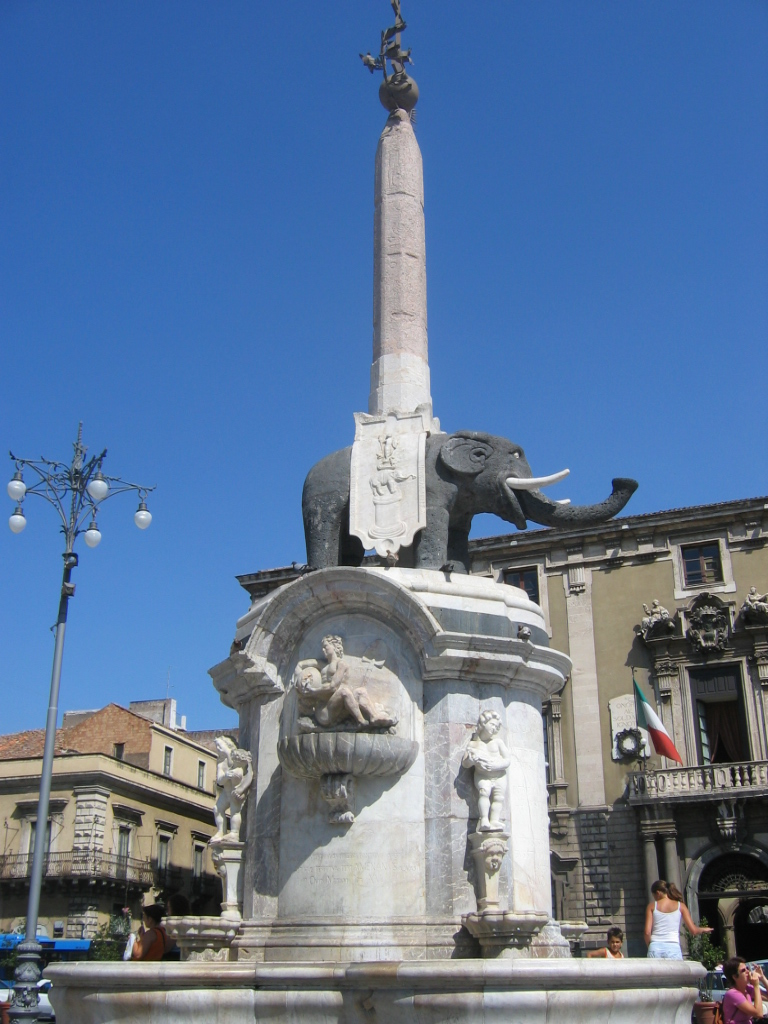
Fontana dell'Elefante
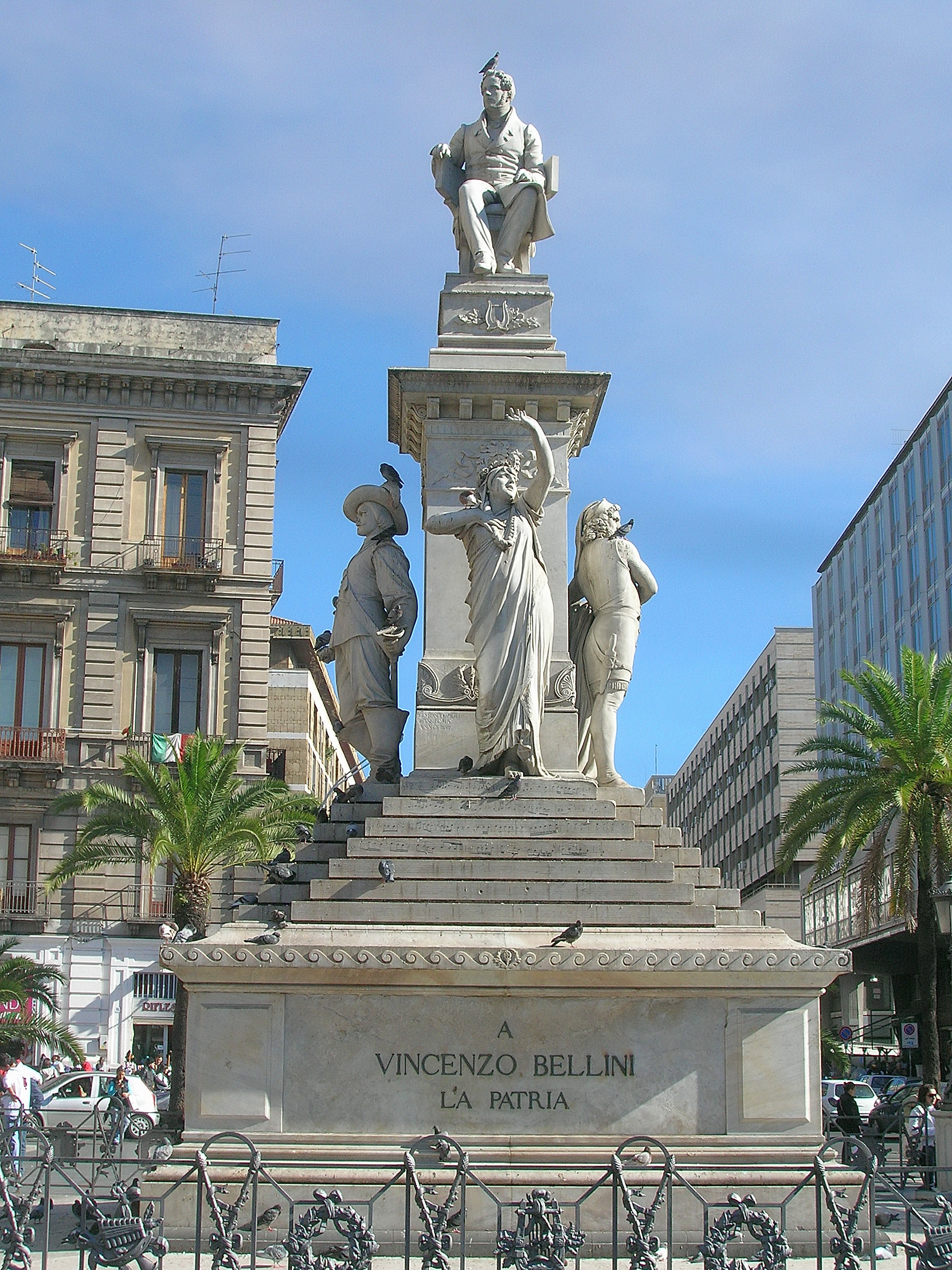
Monumento a Vincenzo Bellini